# 코리아 드라마 어워즈
코리아 드라마 어워즈는 코리아드라마페스티벌조직위원회에서 주최·주관하는 대한민국의 드라마 시상식이다. 2007년 제1회를 시작으로 매년 가을 코리아드라마페스티벌 기간 중에 개최된다. 대한민국에서 지난 1년간 지상파·종편·케이블채널에서 방영된 드라마를 대상으로 한다.
2009년에는 신종인플루엔자 확산으로 인한 사회적 시국으로 인해 개최되지 않았다.

## 역대 수상작

### 2007 제1회 코리아 드라마 페스티벌
| 부문           | 수상자        | 작품                            |
| -------------- | ------------- | ------------------------------- |
| 대상           | 김희애 유동근 | 《내 남자의 여자》 《연개소문》 |
| 작품상         |               | 《주몽》                        |
| 최우수연기자상 | 김상중        | 《내 남자의 여자》              |
| 특별상(남자)   | 김영철        | 《얼마나 좋길래》               |
| 특별상(여자)   | 양정아        | 《아줌마가 간다》               |
| 프로듀서상     | 김병욱        | 《거침없이 하이킥》             |

### 2008 제2회 코리아 드라마 어워즈
| 부문           | 수상자 | 작품                |
| -------------- | ------ | ------------------- |
| 대상           | 김명민 | 《베토벤 바이러스》 |
| 작품상         |        | 《엄마가 뿔났다》   |
| 남자 최우수상  | 최수종 | 《대조영》          |
| 여자 최우수상  | 김하늘 | 《온에어》          |
| 남자 우수상    | 김래원 | 《식객》            |
| 여자 우수상    | 한지혜 | 《미우나 고우나》   |
| 심사위원특별상 | 김해숙 | 《조강지처 클럽》   |
| 공로상         | 백일섭 | 《엄마가 뿔났다》   |
| 한류공로상     | 배용준 |                     |

### 2010 제3회 코리아 드라마 어워즈
| 부문        | 수상자        | 작품                           |
| ----------- | ------------- | ------------------------------ |
| 작품상      |               | 《추노》                       |
| 작가상      | 천성일 강은경 | 《추노》 《제빵왕 김탁구》     |
| 연출상      | 김규태 이정섭 | 《아이리스》 《제빵왕 김탁구》 |
| 남자 주연상 | 장혁          | 《추노》                       |
| 여자 주연상 | 한효주        | 《동이》                       |
| 남자 조연상 | 정동환        | 《동이》                       |
| 여자 조연상 | 김해숙        | 《인생은 아름다워》            |
| 남자 신인상 | 윤시윤        | 《제빵왕 김탁구》              |
| 여자 신인상 | 서우          | 《신데렐라 언니》              |
| 남자 인기상 | 정용화        | 《미남이시네요》               |
| 여자 인기상 | 황정음        | 《지붕 뚫고 하이킥》           |
| 프로듀서상  | 정태원        | 《아이리스》                   |
| 뉴미디어상  | 조현탁        | 《위기일발 풍년빌라》          |
| 공로상      | 이병훈        | 《동이》                       |

### 2011 제4회 코리아 드라마 어워즈
| 부문        | 수상자 | 작품                |
| ----------- | ------ | ------------------- |
| 대상        |        | 《시크릿 가든》     |
| 작가상      | 김은숙 | 《시크릿 가든》     |
| 연출상      | 김원석 | 《성균관 스캔들》   |
| 남자 주연상 | 이민호 | 《시티헌터》        |
| 여자 주연상 | 염정아 | 《로열 패밀리》     |
| 남자 조연상 | 주상욱 | 《자이언트》        |
| 여자 조연상 | 이유리 | 《반짝반짝 빛나는》 |
| 인기상      | 김수현 | 《드림하이》        |
| 남자 신인상 | 김수현 | 《드림하이》        |
| 여자 신인상 | 임수향 | 《신기생뎐》        |

### 2012 제5회 코리아 드라마 어워즈
- 일시 : 2012년 10월 2일
- 장소 : 경남문화예술회관(진주)
- 진행 : 전현무, 김은정

| 부문           | 수상자         | 작품                                   |
| -------------- | -------------- | -------------------------------------- |
| 대상           |                | 《넝쿨째 굴러온 당신》 《웃으며 살자》 |
| 작품상         |                | 《넝쿨째 굴러온 당신》                 |
| 작가상         | 박지은         | 《넝쿨째 굴러온 당신》                 |
| 연출상         | 장태유         | 《뿌리깊은 나무》                      |
| 남자 최우수상  | 김상중         | 《추적자 THE CHASER》                  |
| 여자 최우수상  | 한지민         | 《옥탑방 왕세자》                      |
| 남자 우수상    | 이희준 곽도원  | 《넝쿨째 굴러온 당신》 《유령》        |
| 여자 우수상    | 송선미         | 《골든 타임》                          |
| 남자 신인상    | 서인국         | 《사랑비》                             |
| 여자 신인상    | 윤진이         | 《신사의 품격》                        |
| 심사위원특별상 | 이희준         | 《넝쿨째 굴러온 당신》                 |
| 심사위원특별상 |                | 《인수대비》                           |
| OST상          | 린             | 《해를 품은 달》                       |
| 아역상         | 곽동연         | 《넝쿨째 굴러온 당신》                 |
| 베스트커플상   | 서인국, 정은지 | 《응답하라 1997》                      |

### 2013 제6회 코리아 드라마 어워즈
- 일시 : 2013년 10월 1일
- 장소 : 경남 진주시 진주종합실내체육관
- 진행 : 오상진, 수빈

| 부문          | 수상자         | 작품                                        |
| ------------- | -------------- | ------------------------------------------- |
| 대상          |                | 《너의 목소리가 들려》                      |
| 작품상        |                | 《내 딸 서영이》                            |
| 작가상        | 박재범         | 《굿 닥터》                                 |
| 연출상        | 조수원         | 《너의 목소리가 들려》                      |
| 남자 최우수상 | 정웅인 이정진  | 《너의 목소리가 들려》 《백년의 유산》      |
| 여자 최우수상 | 조윤희         | 《나인: 아홉 번의 시간여행》                |
| 남자 우수상   | 이종석 김동완  | 《너의 목소리가 들려》 《힘내요 미스터 김》 |
| 여자 우수상   | 서현진         | 《오자룡이 간다》                           |
| 남자 신인상   | 박서준 용준형  | 《금 나와라, 뚝딱!》 《몬스타》             |
| 여자 신인상   | 보아           | 《연애를 기대해》                           |
| OST상         | 포맨           | 《구가의 서》                               |
| 아역상        | 갈소원         | 《출생의 비밀》                             |
| 베스트커플상  | 이보영, 이종석 | 《너의 목소리가 들려》                      |
| 핫스타상      | 클라라         | 《결혼의 여신》                             |

### 2014 제7회 코리아 드라마 어워즈
- 일시 : 2014년 10월 1일
- 장소 : 경남 진주시 진주종합실내체육관
- 진행 : 오상진, 강소라

| 부문          | 수상자        | 작품                                 |
| ------------- | ------------- | ------------------------------------ |
| 대상          | 김수현        | 《별에서 온 그대》                   |
| 작품상        |               | 《별에서 온 그대》                   |
| 작가상        | 정현민        | 《정도전》                           |
| 연출상        | 신원호        | 《응답하라 1994》                    |
| 남자 최우수상 | 김재중        | 《트라이앵글》                       |
| 여자 최우수상 | 오연서        | 《왔다! 장보리》                     |
| 남자 우수상   | 이광수        | 《괜찮아, 사랑이야》                 |
| 여자 우수상   | 강소라        | 《닥터 이방인》                      |
| 남자 신인상   | 서강준 안재현 | 《앙큼한 돌싱녀》 《별에서 온 그대》 |
| 여자 신인상   | 도희          | 《응답하라 1994》                    |
| OST상         | 에일리        | 《운명처럼 널 사랑해》               |
| 아역상        | 김지영        | 《왔다! 장보리》                     |
| 베스트커플상  | 도희, 김성균  | 《응답하라 1994》                    |
| 한류 핫스타상 | 김수현        | 《별에서 온 그대》                   |
| 핫스타상      | 신성록        | 《별에서 온 그대》                   |

### 2015 제8회 코리아 드라마 어워즈
- 일시 : 2015년 10월 9일
- 장소 : 경남문화예술회관(진주)
- 진행 : 오상진, 최수영

| 부문              | 수상자        | 작품                                      |
| ----------------- | ------------- | ----------------------------------------- |
| 대상              | 김수현        | 《프로듀사》                              |
| 작품상            |               | 《미생》                                  |
| 작가상            | 장혁린        | 《용팔이》                                |
| 연출상            | 표민수 외 1인 | 《프로듀사》                              |
| 남자 최우수연기상 | 이종석        | 《피노키오》                              |
| 여자 최우수연기상 | 김태희        | 《용팔이》                                |
| 남자 우수연기상   | 이준 김대명   | 《풍문으로 들었소》 《미생》              |
| 여자 우수연기상   | 최수영        | 《내 생애 봄날》                          |
| 남자 신인상       | 찬열          | 《우리 옆집에 엑소가 산다》               |
| 여자 신인상       | 임지연        | 《상류사회 (드라마)》                     |
| 한류스타상        | 김수현 찬열   | 《프로듀사》 《 우리 옆집에 엑소가 산다》 |
| 심사위원 특별상   | 임시완        | 《미생》                                  |
| 공로상            | 김영애        |                                           |
| OST상             | 장재인        | 《킬미힐미》                              |
| 핫스타상          | 서강준        | 《화정》                                  |
| 올해의 스타상     | 김소현        | 《후아유 - 학교 2015》                    |
| 글로벌 스타상     | 샘 오취리     | 《맨도롱 또똣》                           |
| KDA상             | 박해진        | 《나쁜 녀석들》                           |

### 2016 제9회 코리아 드라마 어워즈
- 일시 : 2016년 10월 7일
- 장소 : 경남문화예술회관(진주)
- 진행 : 오상진, 김새론

| 부문               | 수상자        | 작품                                   |
| ------------------ | ------------- | -------------------------------------- |
| 대상               | 김소연        | 《가화만사성》                         |
| 작품상             |               | 《태양의 후예》                        |
| 작가상             | 노희경        | 《디어 마이 프렌즈》                   |
| 연출상             | 김진민        | 《결혼계약》                           |
| 남자 최우수연기상  | 안재현 장현성 | 《신데렐라와 네 명의 기사》 《닥터스》 |
| 여자 최우수연기상  | 백진희        | 《내 딸, 금사월》                      |
| 남자 우수연기상    | 조재윤        | 《태양의 후예》                        |
| 여자 우수연기상    | 박세영        | 《내 딸, 금사월》                      |
| 남자 신인상        | 서하준        | 《옥중화》                             |
| 여자 신인상        | 김새론        | 《마녀보감》                           |
| 한류스타상         | 한승연        | 《청춘시대》                           |
| 심사위원 특별상    | 소유진        | 《아이가 다섯》                        |
| 공로상             | 임동진        | 《징비록》                             |
| OST상              | 인순이        | 《엄마》                               |
| 핫스타상           | 이기우        | 《기억》                               |
| 올해의 스타상      | 김소연        | 《가화만사성》                         |
| 글로벌 스타상      | 안재현        | 《신데렐라와 네 명의 기사》            |
| 글로벌매니지먼트상 | 문보비        |                                        |

### 2017 제10회 코리아 드라마 어워즈
- 일시 : 2017년 10월 2일
- 장소 : 경남문화예술회관(진주)
- 진행 : 신영일, 박규리

| 부문               | 수상자            | 작품                                                  |
| ------------------ | ----------------- | ----------------------------------------------------- |
| 대상               | 김상중            | 《역적 : 백성을 훔친 도적》                           |
| 작품상             |                   | 《군주 - 가면의 주인》 《쓸쓸하고 찬란하神 - 도깨비》 |
| 작가상             | 박혜진            | 《군주 - 가면의 주인》                                |
| 연출상             | 이장수            | 《김과장》                                            |
| 남자 최우수연기상  | 김지석 권율       | 《역적 : 백성을 훔친 도적》 《귓속말》                |
| 여자 최우수연기상  | 이하늬            | 《역적 : 백성을 훔친 도적》                           |
| 남자 우수연기상    | 전노민 민진웅     | 《군주 - 가면의 주인》 《아버지가 이상해》            |
| 여자 우수연기상    | 이일화 송하윤     | 《김과장》 《쌈 마이웨이》                            |
| 남자 신인상        | 육성재            | 《쓸쓸하고 찬란하神 - 도깨비》                        |
| 여자 신인상        | 고원희            | 《최강 배달꾼》                                       |
| 한류스타상         | 권민아 박규리     | 《병원선》 《무궁화 꽃이 피었습니다》                 |
| KDA상              | 허준호            | 《군주 - 가면의 주인》                                |
| 공로상             | 정영숙            | 《꽃 피어라 달순아!》                                 |
| OST상              | 딘딘              | 《김과장》                                            |
| 핫스타상           | 이태임            | 《품위있는 그녀》                                     |
| 올해의 스타상      | 육성재            | 《쓸쓸하고 찬란하神 - 도깨비》                        |
| 인기 캐릭터상      | 김병철 박경혜     | 《쓸쓸하고 찬란하神 - 도깨비》                        |
| 글로벌매니지먼트상 | 큐브 엔터테인먼트 |                                                       |

### 2018 제11회 코리아 드라마 어워즈
- 일시 : 2018년 10월 2일
- 장소 : 경남문화예술회관(진주)
- 진행 : 조우종, 공서영

| 부문              | 수상자        | 작품                                            |
| ----------------- | ------------- | ----------------------------------------------- |
| 대상              | 유동근        | 《같이 살래요》                                 |
| 작품상            |               | 《같이 살래요》                                 |
| 작가상            | 박필주        | 《같이 살래요》                                 |
| 남자 최우수연기상 | 감우성        | 《키스 먼저 할까요》                            |
| 여자 최우수연기상 | 왕빛나        | 《인형의 집》                                   |
| 남자 우수연기상   | 온주완 황찬성 | 《밥상 차리는 남자》 《김비서가 왜 그럴까》     |
| 여자 우수연기상   | 채정안        | 《슈츠》                                        |
| 남자 신인상       | 차은우        | 《내 아이디는 강남미인》                        |
| 여자 신인상       | 서은수        | 《황금빛 내 인생》                              |
| 한류 스타상       | 황찬성 차은우 | 《김비서가 왜 그럴까》 《내 아이디는 강남미인》 |
| KDA상             | 박정숙        |                                                 |
| 공로상            | 김영옥        |                                                 |
| OST상             | 먼데이키즈    | 《같이 살래요》                                 |
| 올해의 스타상     | 조우리        | 《내 아이디는 강남미인》                        |
| 인기 캐릭터상     | 정상훈 표예진 | 《데릴남편 오작두》 《김비서가 왜 그럴까》      |

### 2019 제12회 코리아 드라마 어워즈
- 일시 : 2019년 10월 2일
- 장소 : 경남문화예술회관(진주)
- 진행 : 조우종, 공서영

| 부문              | 수상자        | 작품                                 |
| ----------------- | ------------- | ------------------------------------ |
| 대상              | 최수종        | 《하나뿐인 내편》                    |
| 작품상            |               | 《SKY 캐슬》                         |
| 작가상            | 조정선        | 《세상에서 제일 예쁜 내 딸》         |
| 남자 최우수연기상 | 김동욱        | 《특별근로감독관 조장풍》            |
| 여자 최우수연기상 | 김민정        | 《국민 여러분!》                     |
| 남자 우수연기상   | 강기영 이규형 | 《열여덟의 순간》 《의사요한》       |
| 여자 우수연기상   | 이세영        | 《왕이 된 남자》                     |
| 남자 신인상       | 옹성우        | 《열여덟의 순간》                    |
| 여자 신인상       | 권나라        | 《닥터 프리즈너》                    |
| 한류 스타상       | 옹성우        | 《열여덟의 순간》                    |
| 핫스타 차이나상   | 김서형        | 《SKY 캐슬》                         |
| 공로상            | 최수종        | 《하나뿐인 내편》                    |
| OST상             | 하진          | 《SKY 캐슬》                         |
| 올해의 스타상     | 고준 신예은   | 《열혈사제》 《사이코메트리 그녀석》 |
| 인기 캐릭터상     | 안창환 김보라 | 《열혈사제》 《SKY 캐슬》            |

### 2022 제13회 코리아 드라마 어워즈
- 일시 : 2022년 10월 8일
- 장소 : 경남문화예술회관(진주)
- 진행 : 김환, 공서영

| 부문              | 수상자      | 작품                               |
| ----------------- | ----------- | ---------------------------------- |
| 대상              | 하정우      | 《수리남》                         |
| 작품상            |             | 《이상한 변호사 우영우》           |
| 남자 최우수연기상 | 김범        | 《고스트 닥터》                    |
| 여자 최우수연기상 | 신현빈      | 《너를 닮은 사람》                 |
| 남자 우수연기상   | 이기우      | 《나의 해방일지》                  |
| 여자 우수연기상   | 전소민      | 《쇼윈도: 여왕의 집》              |
| 남자 신인상       | 김도훈      | 《오늘의 웹툰》                    |
| 여자 신인상       | 배우희 보나 | 《사내맞선》 《스물다섯 스물하나》 |
| 글로벌 우수상     | 이재욱      | 《환혼》                           |
| 글로벌 스타상     | 김명수      | 《암행어사: 조선비밀수사단》       |
| 남자 조연상       | 박호산      | 《오늘의 웹툰》                    |
| 여자 조연상       | 황보라      | 《키스 식스 센스》                 |
| 감독상            | 박준화      | 《환혼》                           |
| 공로상            | 최불암      |                                    |
| KDA상             | 민채은      |                                    |

### 2023 제14회 코리아 드라마 어워즈
- 일시 : 2023년 10월 14일
- 장소 : 경남문화예술회관(진주)
- 진행 : 박찬민, 공서영

| 부문              | 수상자        | 작품                             |
| ----------------- | ------------- | -------------------------------- |
| 대상              | 이성민        | 《형사록 2》                     |
| 작품상            |               | 《더 글로리》                    |
| 남자 최우수연기상 | 오정세        | 《악귀》                         |
| 여자 최우수연기상 | 김선아        | 《가면의 여왕》                  |
| 남자 우수연기상   | 김성균 이상이 | 《D.P. 2》 《사냥개들》          |
| 여자 우수연기상   | 김지은        | 《오랫동안 당신을 기다렸습니다》 |
| 남자 신인상       | 박지훈        | 《약한영웅 Class1》              |
| 여자 신인상       | 이연          | 《이로운 사기》                  |
| 핫스타상          | 고규필 정유미 | 《가슴이 뛴다》 《셀러브리티》   |
| 글로벌 스타상     | 배현성        | 《기적의 형제》                  |
| 남자 조연상       | 안세하        | 《킹더랜드》                     |
| 여자 조연상       | 소주연        | 《낭만닥터 김사부 3》            |
| 공로상            | 길용우        |                                  |
| KDF상             | 정희태        | 《재벌집 막내아들》              |

### 2024 제15회 코리아 드라마 어워즈
- 일시 : 2024년 10월 12일
- 장소 : 경남문화예술회관(진주)
- 진행 : 이상민, 오정연

| 부문              | 수상자        | 작품                                      |
| ----------------- | ------------- | ----------------------------------------- |
| 대상              | 이하늬        | 《밤에 피는 꽃》                          |
| 작품상            |               | 《눈물의 여왕》                           |
| 남자 최우수연기상 | 임시완        | 《소년시대》                              |
| 여자 최우수연기상 | 정려원        | 《졸업》                                  |
| 남자 우수연기상   | 이이경 지승현 | 《내 남편과 결혼해줘》 《고려 거란 전쟁》 |
| 여자 우수연기상   | 고민시        | 《스위트홈 시즌2》                        |
| 남자 신인상       | 이시우        | 《소년시대》                              |
| 여자 신인상       | 강혜원        | 《소년시대》                              |
| 핫스타상          | 변우석 김지원 | 《선재 업고 튀어》 《눈물의 여왕》        |
| 글로벌 스타상     | 김수현        | 《눈물의 여왕》                           |
| 남자 신스틸러상   | 김홍파        | 《돌풍》                                  |
| 여자 신스틸러상   | 정영주        | 《선재 업고 튀어》                        |
| 빌런상            | 이이경        | 《내 남편과 결혼해줘》                    |
| 베스트 커플상     | 김수현&김지원 | 《눈물의 여왕》                           |
| 베스트 OST상      | 김태래        |                                           |
| 핫아이콘상        | 재찬          |                                           |
| 공로상            | 변희봉        |                                           |
| KDF상             | 김윤서 이가령 |                                           |

## 같이 보기
- 코리아드라마페스티벌